# مذبحة 1391

ذبح اليهود في برشلونة عام 1391 (خوسيه سيغريل، حوالي 1910)

كانت مذبحة عام 1391، المعروفة أيضاً باسم بوغروم عام 1391، عرضاً لمعاداة السامية والعنف ضد اليهود في إسبانيا. كانت واحدة من أكبر الهجمات على اليهود في العصور الوسطى، الذين تم إعطاؤهم في نهاية المطاف خيار اعتناق المسيحية أو مغادرة إسبانيا في عام 1492. كان اليهود في شبه الجزيرة الإيبيرية خلال ذلك الوقت مكروهين بشكل عام، لكن العنف ضدهم ظل شائعاً حتى القرن الخامس عشر. ومع ذلك، شهد عام 1391 ذروة في العنف ضد اليهود.